# Lluís Clavell Ortiz-Repiso
Lluís Clavell Ortiz-Repiso (Barcelona, 13 d'octubre de 1941) és un prevere catòlic.

## Carrera
Fill de Francesc Clavell i de Maria Dolors Ortiz-Repiso. Tot i que va néixer a Barcelona va passar tota la seva infància a Arenys de Mar on el seu pare era el director del popular "Forn del Vidre" (antiga Vidrerías Navarra esdevinguda fàbrica de bombetes de Philips)
Va ser ordenat sacerdot el 7 d'agost de 1966, juntament amb altres 23 membres de l'Opus Dei, i celebrà la seva primera missa el 16 d'agost del mateix any, a l'església del Reial Monestir de Santa Maria de Pedralbes. Va ser professor de filosofia a la Universitat de Navarra.
Es va llicenciar en Filosofia per la Universitat de Barcelona, després va passar a ser alumne de la Pontifícia Universitat Lateranense de Roma, on va obtenir un doctorat en Filosofia.
És catedràtic de Metafísica a la Universitat Pontifícia de la Santa Creu (Roma), de la qual va ser rector. En l'actualitat, és membre de la Cúria Romana com a president de l'Acadèmia Pontifícia de Sant Tomás d'Aquino.

## Obres
- György Lukács. Historia y conciencia de clase y estética, Madrid, Magisterio Español, 1975, 204 pp. ISBN 8426553044
- Metafísica, Pamplona, EUNSA, 1984, 247 pp. ISBN 8431307358
- Metafisica e libertà, Roma, Armando, 1996, 207 pp. ISBN 8871445791
- Metaphysics, Manila, Sinag-Tala, 1991, XII, 249 pp. ISBN 971117197X
- El nombre propio de Dios según Santo Tomás de Aquino, Pamplona, EUNSA, 1980, 201 pp. ISBN 8431306378
- Razón y fe en la universidad: ¿oposición o colaboración?, Pamplona, Servicio de Publicaciones de la Universidad de Navarra, 2011, 10 pp. ISBN 9788492989065
- Carlos Cardona, Olvido y memoria del ser, edición de Ignacio Guiu y Lluís Clavell, Pamplona, EUNSA, 1997, 517 pp. ISBN 8431315210